# 曾省信
曾省信（？—1619年），號友竹，河南开封府太康县人。

## 生平
万历四十年（1612年）壬子科河南鄉試第五名舉人，四十七年（1619年）己未科三甲一百五十七名進士，大理寺观政，卒。按《太康县志》：王氏，进士曾省信妻，寇至，同女王珂妻登楼自焚，并幼甥女三人同死。

## 家族
曾祖曾鸞。祖父曾陸，周府引禮舍人。父曾永春。